# Albaredo per San Marco
Albaredo per San Marco é uma comuna italiana da região da Lombardia, província de Sondrio, com cerca de 408 habitantes. Estende-se por uma área de 18 km², tendo uma densidade populacional de 23 hab/km². Faz fronteira com Averara (BG), Bema, Mezzoldo (BG), Morbegno, Talamona, Tartano.

## Demografia
| Variação demográfica do município entre 1861 e 2011                               |
|                                                                                   |
| Fonte: Istituto Nazionale di Statistica (ISTAT) - Elaboração gráfica da Wikipedia |